# Mérida (Venezuela)
Mérida (teljes spanyol neve Santiago de los Caballeros de Mérida) város Venezuelában, az azonos nevű szövetségi állam fővárosa és kereskedelmi centruma, 325 000 lakossal. A város az ország nyugati részének turisztikai és egyetemi központja.

## Földrajza
Mérida látképét meghatározza, hogy az Andok fennsíkján, egy völgyben helyezkedik el. A központja 1630 m tengerszint feletti magasságban helyezkedik el egy hordalékteraszon a nyugati Río Albarregas és a keleti Río Chama folyók között.
Két hegylánc határolja, délkeleten a Sierra Nevada, északnyugaton a Sierra La Culata. A város közelében és a város látótávolságában található Venezuela legmagasabb hegye, az egész évben gleccser borította Pico Bolívar (5007 m), ami a központtól 12 km-re délkeletre van.

### Városszerkezet

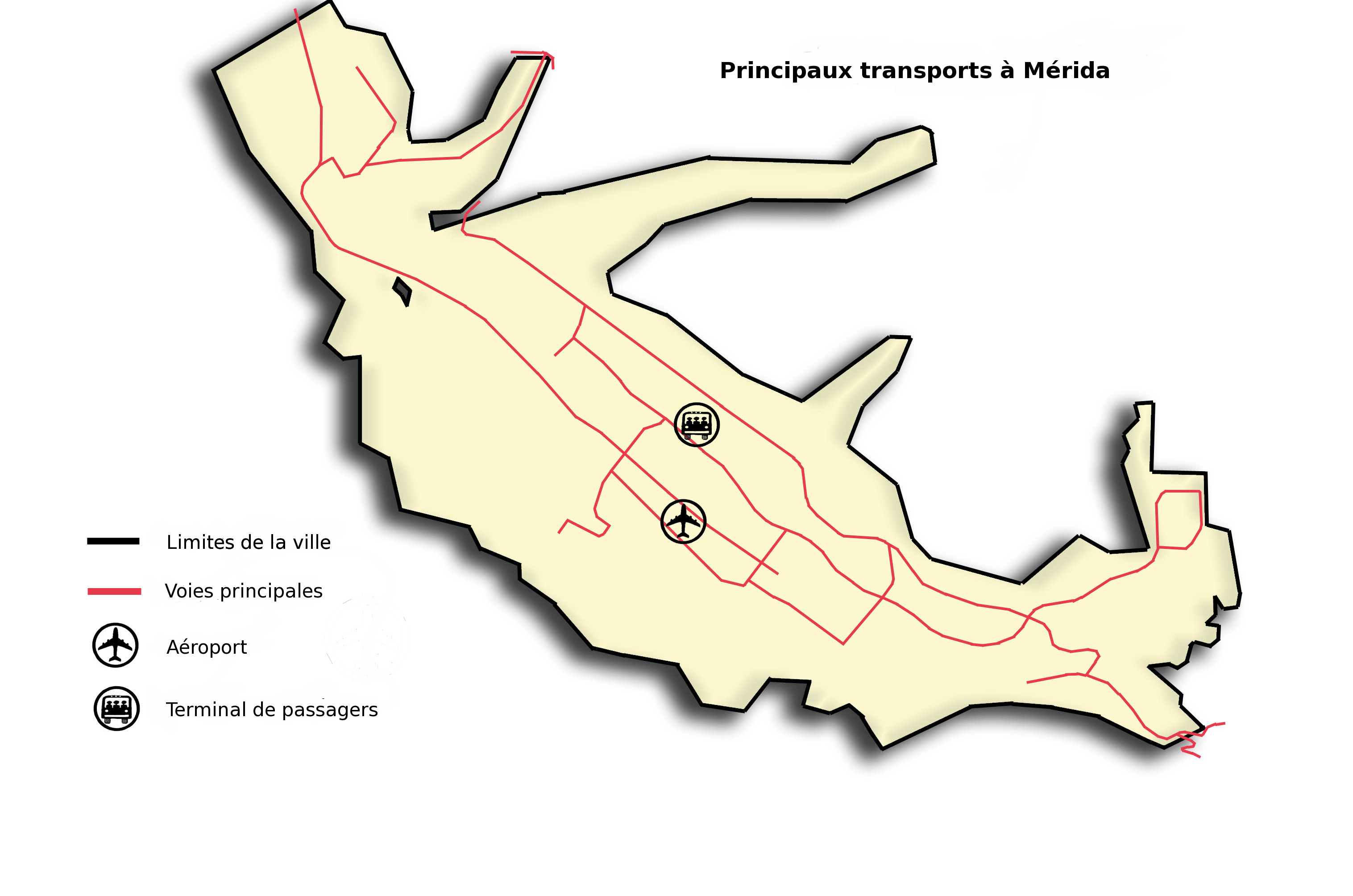
Mérida térképe (pirossal a főutak)

A város teraszos elhelyezkedése egy völgyben behatárolja a város fejlődési lehetőségeit. Csupán a gyarmati stílusból megőrző centrum mutat rendezettséget a maga 8 sugárútjával (keleti-nyugati irány), valamint a központ 40 utcája észak-déli irányban. A város többi része a fő közlekedési vonalakhoz idomul.
A szűk terület ellenére Méridában van a legnagyobb egy főre eső zöldterület Venezuelában, köszönhetően a rengeteg nyilvános térnek, parkoknak.

## Története
Méridát 1558-ban alapította a spanyol Juan Rodriquez Suárez kapitány (a mostani San Juan de Lagunillas helyen). Ő nevezte el a helyet az azonos nevű nyugat-spanyol (szülővárosáról), Méridának. A folyók hasonlóan a spanyol Mérida folyóinak a nevét kapták (Albarregas és Guadiana, de ez utóbbi át lett nevezve Chama-vá).
Mérida 1622-ben lett a szövetségi állam fővárosa, 1778-ban püspöki székhely. Az egyházi jelentőség miatt, papi szemináriumot építettek, ami 1811-ben átalakult az Andok Egyetemmé (Universidad de Los Andes), így ez az ország második legrégebbi egyeteme.

## Közlekedés
A város repülőtere az Aeropuerto Alberto Carnevali, ami  gyakorlatilag a város belsejében van, 2 km-re délnyugatra a Plaza Bolívartól. Napi járatok kötik össze Caracasszal.
A városon belül autóbusz és trolibusz közlekedés van.

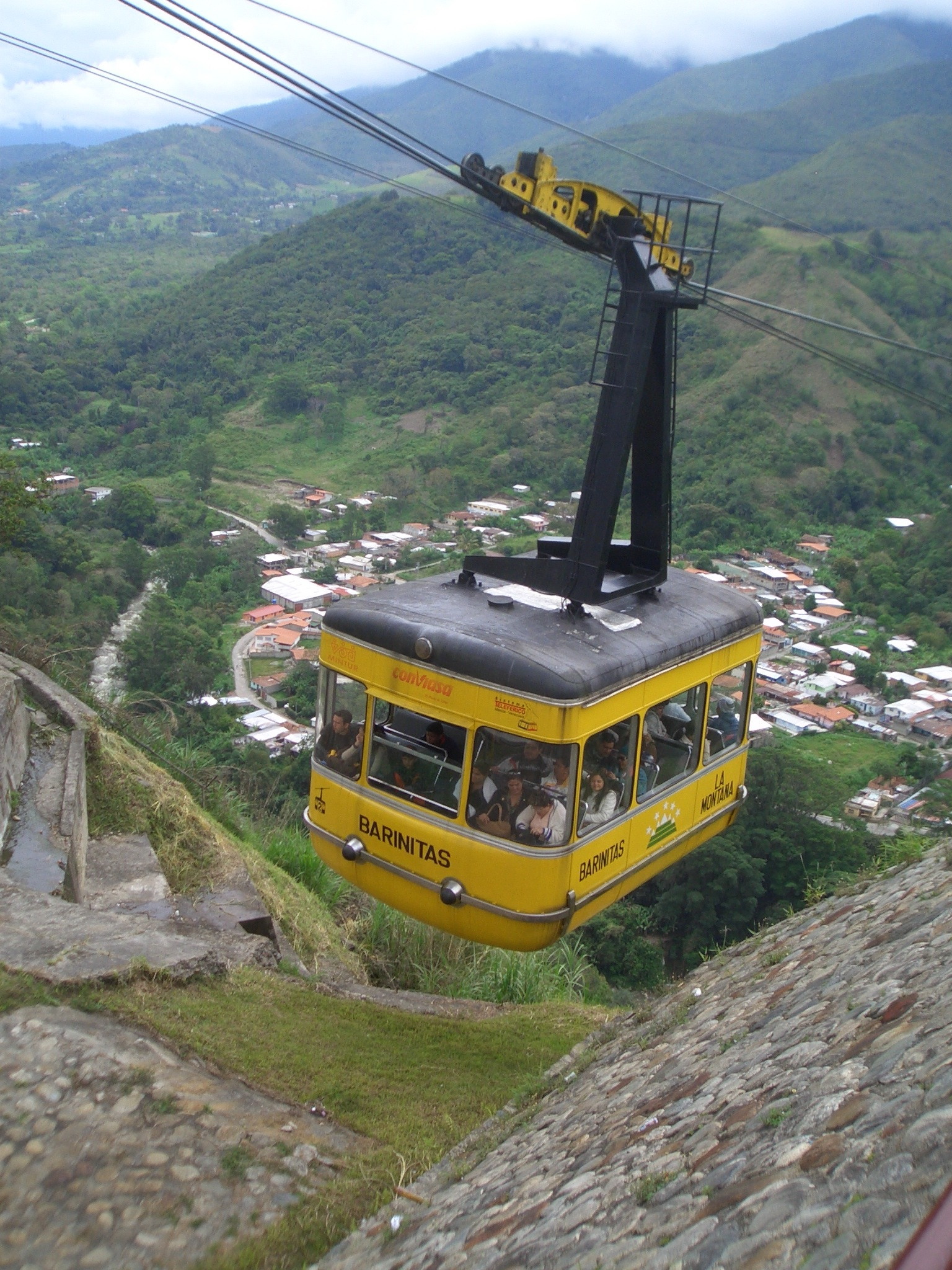
A teleférico egyik kabinja

Mérida legnagyobb látványossága az 1960 óta működő Teleférico de Mérida, a világ legmagasabban fekvő lanovkája, amely a Pico Espejóhoz visz (4765 m). A kabinos felvonó a város centrumából vezet az Andok gleccser-régiójába, 4 szakaszban leküzdve a közel 3200 méteres magasságkülönbséget és a több mint 12,5 km-es távot (így a leghosszabb libegő a világon). Négy állomása van, melyeket egyenként 10-12 perc alatt ér el, a teljes távot 48 perc alatt teszi meg. A kabin átlagsebessége 4-5 m/s. A legtisztább idő december és február között várható. A lanovka reggel 7 és déli 12 között indul felfelé, az utolsó visszaindulása délután 2-kor van. A nagy magasság miatt téli öltözet viselése ajánlott, továbbá az oxigénhiány miatt az óvatos mozgás.
A lanovka indulási helye a „Plaza Las Heroínas”-nál található, amely az 5 „Merideñas” (Mérida-i asszonyok) emlékére lett létrehozva, akik a függetlenségért harcoltak. A lanovka 2008 augusztusa óta műszaki felújítás miatt zárva van.

## Látnivalók
Ahogy más venezuelai városokban, a város központjában a Bolívar tér (Plaza Bolívar) található. A tér nyugati oldalán az 1803-ban épült gótikus stílusú székesegyház (Catedral de Mérida) található. Igen nevezetes a Coromoto fagylaltozó, amelyben világrekordot jelentő, több mint 800-féle különböző fagylalt kapható.

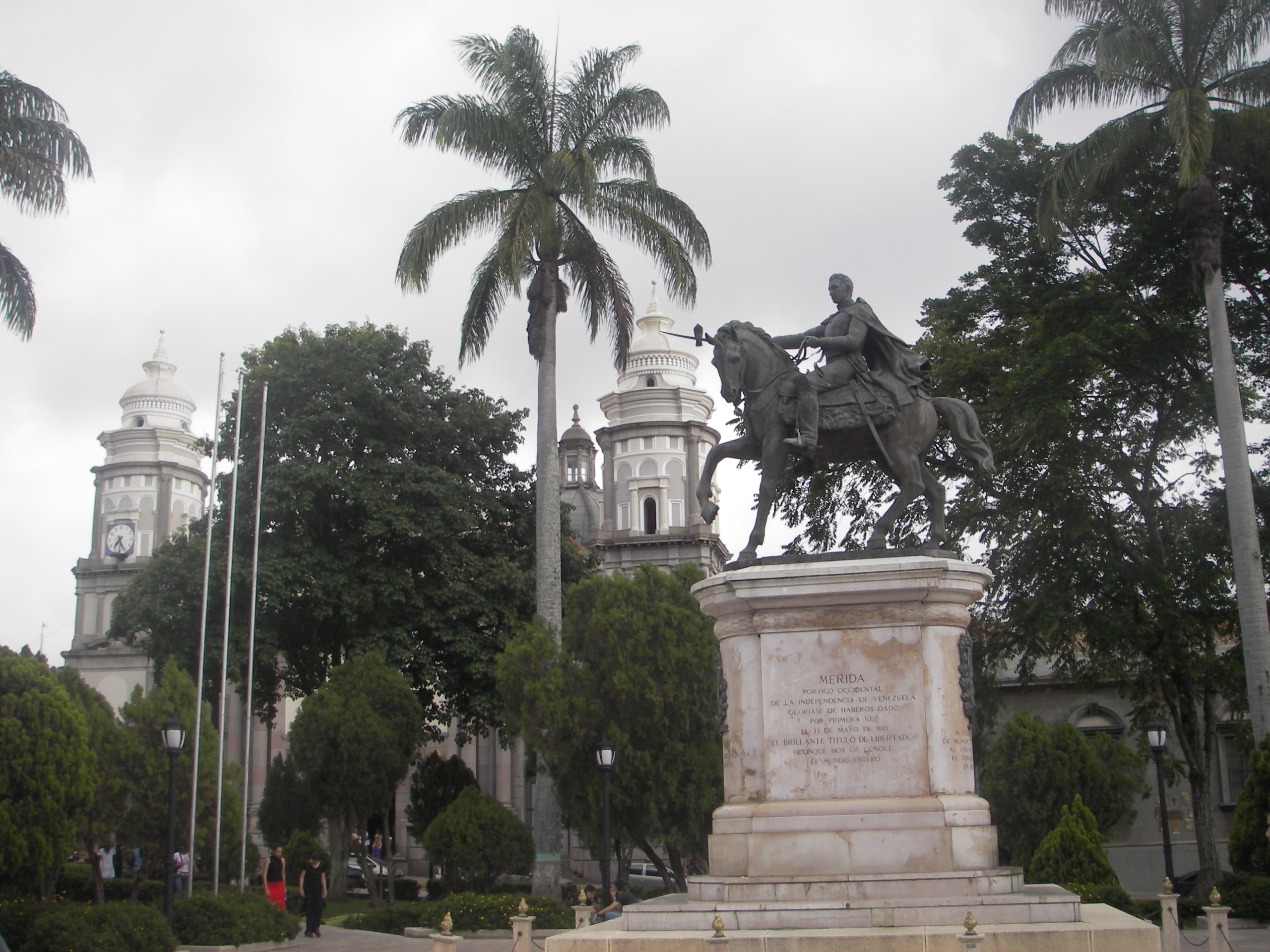
Bolívar tér
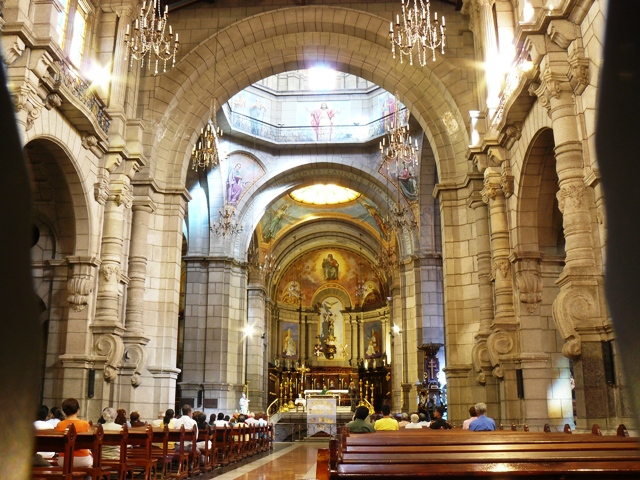
A székesegyház belseje

A város környékén találhatók a Sierra Nevada és a La Culata nemzeti parkok, valamint sok hegyi tó, többek között Laguna Mucubají, Laguna Negra vagy a Laguna Tapada.

### Kulturális események
- Feria del Sol

### Szabadidős tevékenységek
A város és környéke lehetőséget biztosít sziklamászáshoz, madár-megfigyeléshez, lovagláshoz, siklóernyős repüléshez és vadvízi evezéshez.

## Híres szülöttei
- Ignacio Andrade elnök (1898–1899)

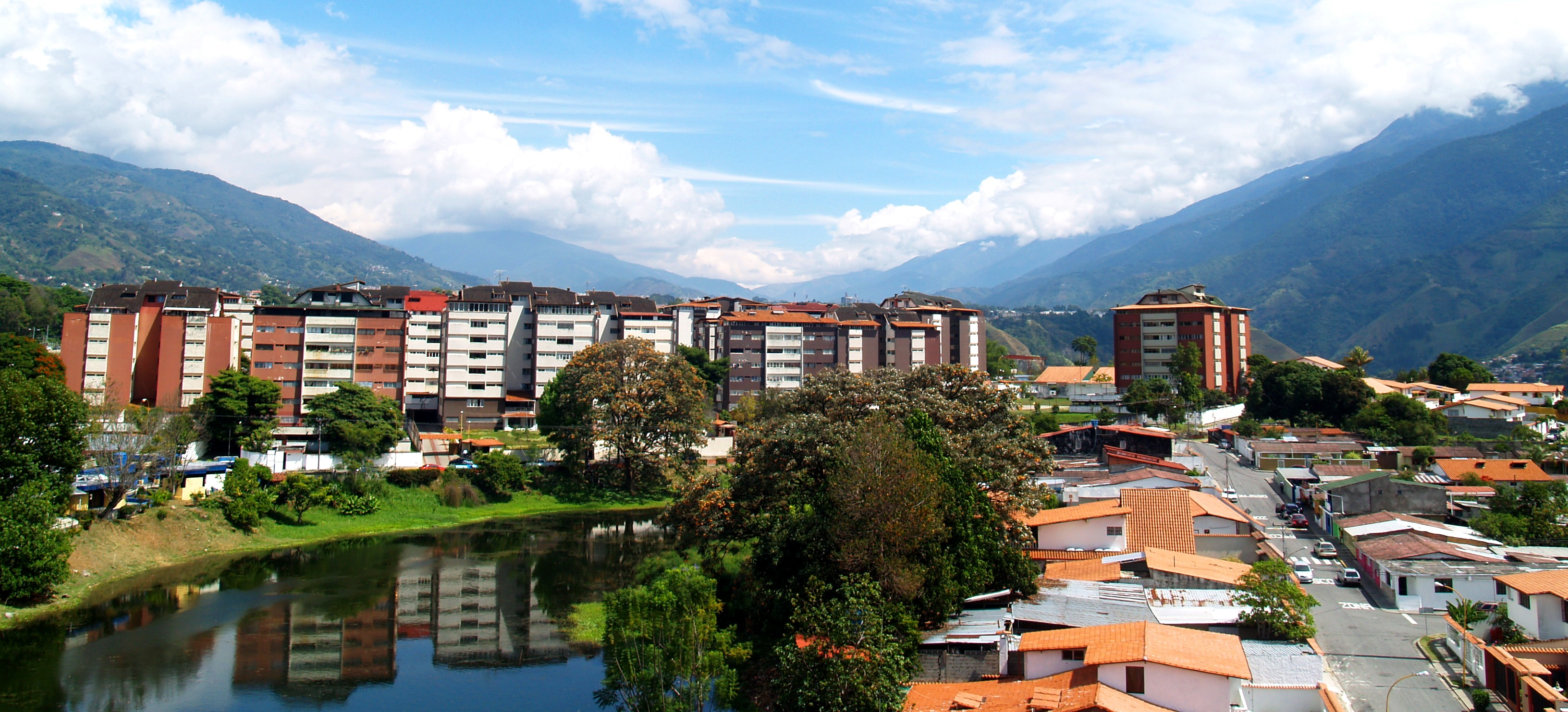
Méridai látkép

- Román Delgado Chalbaud tábornok és Carlos Delgado Chalbaud apja, aki elnök volt 1948–1950 között
- Tulio Febres Cordero író és történész. Az ő nevét viseli a város kultúrcentruma.
- Mariano Picón Salas író
- Alba Quintanilla zeneszerző

## Külső hivatkozások
- Hivatalos honlap
- Venezuela virtual